# Nella Rim
Koordinaten: 68° 35′ S, 71° 20′ O
Der Nella Rim ist ein 500 m unter dem Meeresspiegel liegender und unregelmäßig geformter Tiefseerücken nahe der Küste des ostantarktischen Mac-Robertson-Lands. Er liegt vorwiegend unter dem Amery-Schelfeis in der Prydz Bay
Das Antarctic Names Committee of Australia benannte ihn nach dem Forschungsschiff Nella Dan, von dem aus die Formation untersucht wurde.